# Tello (ort)
Tello är en ort i Colombia.   Den ligger i departementet Huila, i den centrala delen av landet, 210 km sydväst om huvudstaden Bogotá. Tello ligger 581 meter över havet och antalet invånare är 4 868.
Terrängen runt Tello är platt åt nordväst, men åt sydost är den kuperad. Runt Tello är det ganska glesbefolkat, med 27 invånare per kvadratkilometer. Tello är det största samhället i trakten. Omgivningarna runt Tello är huvudsakligen savann.